# Секуритас
Секуритас — в римской мифологии богиня безопасности и стабильности, особенно безопасности Римской империи. Её имя буквально переводится как «свобода от тревог». Культ Секуритас был особенно силён во времена кризисов, начиная с III века. С тех пор она время от времени изображалась на реверсе бронзовых монет городов Малой Азии.

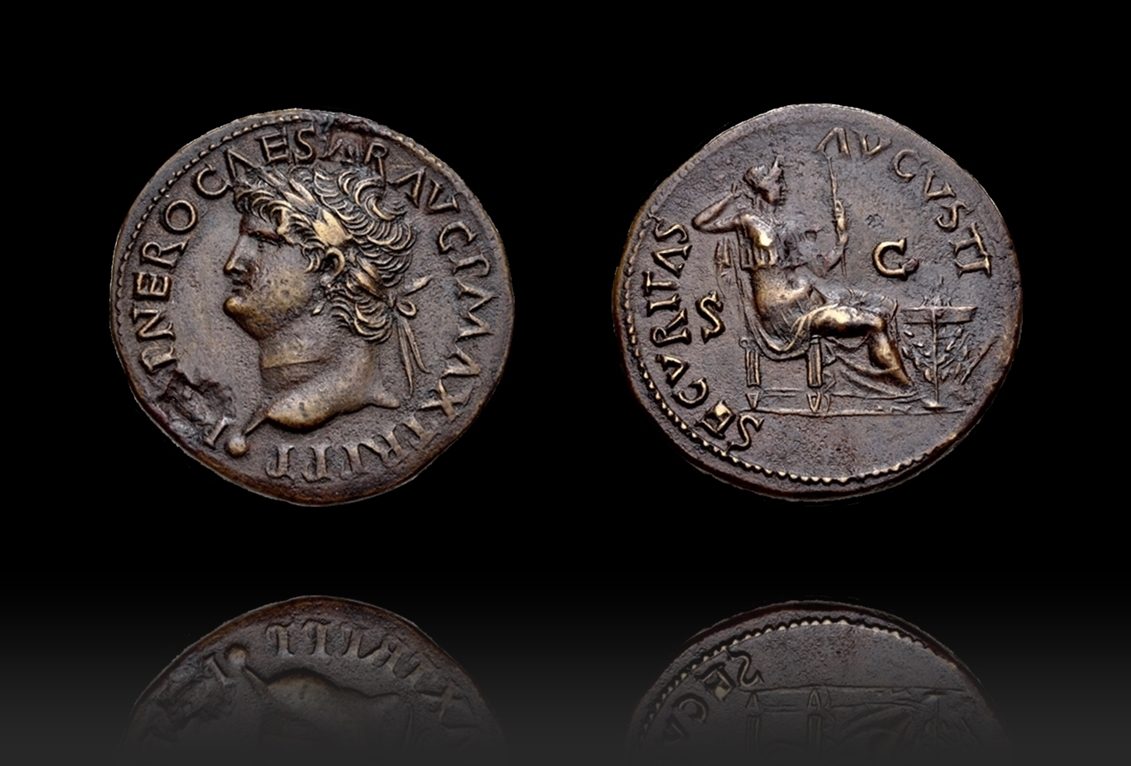
Изображение Секуритас на дупондии Нерона

Секуритас мало упоминается в литературе и на надписях. В основном она изображалась на монетах, как правило, с посохом, копьём, рогом изобилия, пальмовой ветвью и жертвенной чашей. Сидящая фигура Секуритас обычно изображалась опирающейся головой на руку, а стоящая опирающейся на колонну. Также она изображалась с Солнцем или (земным) шаром в руке.